# Novembre 1969

## Évènements
- 3 novembre : 
  - accords du Caire. À la suite des opérations de commando de groupes palestiniens du sud du Liban contre Israël, la question de la place des Palestiniens devient un sujet de division politique majeur. Nasser propose une médiation qui aboutit à l’accord du Caire. Le Liban accepte la présence armée dans les camps palestiniens et autorise les opérations de guérilla dans le sud.
  - Discours du président américain, Richard Nixon, sur la guerre du Vietnam[1].

- 4 novembre : début de l’« Ostpolitik » de Willy Brandt.

- 9 novembre : 78 Indiens occupent l’îlot d’Alcatraz pour protester contre leur condition misérable. Ils seront 600 à la fin du mois.

- 15 novembre (Guerre du Viêt Nam) : 250 000 à 500 000 personnes  manifestent pacifiquement contre la guerre à Washington, D.C.

- 19 novembre : 
  - Début des négociations SALT entre  les États-Unis et l’Union soviétique.
  - Atterrissage sur la Lune de la Mission Apollo 12 et du module lunaire Intrepid, à bord Pete Conrad et Alan Bean deviennent respectivement les 3e et 4e hommes à marcher sur la Lune.

- 29 et 30 novembre[2] : les ministres des Affaires étrangères autrichien (Kurt Waldheim) et italien (Aldo Moro) se rencontrent à Copenhague pour régler la question du Haut-Adige.

## Naissances
- 1er novembre : Tie Domi, joueur professionnel de hockey.
- 3 novembre :
  - Robert Miles (Roberto Concina, dit), dis-jockey et producteur italien.
  - Niels van Steenis, rameur néerlandais.
  - Sophie Jeanpierre, karatéka française.
- 4 novembre : P. Diddy, rappeur et producteur américain.
- 6 novembre : Alain Declercq, artiste plasticien français.
- 10 novembre : Ellen Pompeo, actrice américaine.
- 15 novembre : Helen Kelesi, joueuse de tennis.
- 19 novembre : Richard Virenque, cycliste français.
- 25 novembre : Volodymyr Rafeienko, écrivain et poète ukrainien.
- 29 novembre : Denis Maréchal, humoriste et comédien français.

## Décès
- 14 novembre : Fanny Rosenfeld, athlète.